# Micrelenchus tenebrosus
Micrelenchus tenebrosus is een slakkensoort uit de familie van de Trochidae. De wetenschappelijke naam van de soort is voor het eerst geldig gepubliceerd in 1853 door A. Adams als Cantharidus tenebrosus.